# Puchar Świata w Chodzie Sportowym 1985
12. Puchar Świata w Chodzie Sportowym – zawody lekkoatletyczne, które odbyły się 28 i 29 września 1985 roku w St. John's na Wyspie Man.

## Rezultaty

### Mężczyźni
|               | 1. miejsce     | Rezultat | 2. miejsce        | Rezultat | 3. miejsce      | Rezultat |
| Chód na 20 km | José Marín     | 1:21:42  | Maurizio Damilano | 1:21:43  | Viktor Mostovik | 1:22:01  |
| Chód na 50 km | Hartwig Gauder | 3:47:31  | Andriej Pierłow   | 3:49:23  | Axel Noack      | 3:56:53  |

### Kobiety
|               | 1. miejsce | Rezultat | 2. miejsce | Rezultat | 3. miejsce                     | Rezultat |
| Chód na 10 km | Yan Hong   | 46:22    | Guan Ping  | 46:23    | Olga Krisztop Lilyia Grigoyeva | 46:24    |